# Tribanj
Tribanj falu Horvátországban Zára megyében. Közigazgatásilag Starigradhoz tartozik.

## Fekvése
Zárától légvonalban 26, közúton 57 km-re északra, községközpontjától 11 km-re északnyugatra, Dalmácia északi részén, a Velebit-hegység déli része alatt, a Velebit-csatorna partján fekszik. Három településrészből áll: Tribanj–Kruščica, Tribanj–Mandalina és Tribanj–Šibuljina.

## Története
Tribanj első írásos említése II. András magyar király oklevelében 1205-ben történt. 1409-ben Dalmácia többi részével együtt Nápolyi László magyar ellenkirály a Velencei Köztársaságnak adta el. A török 1527-ben elfoglalta a közeli Obrovacot és a környező településeket elpusztította. A lakosság a velencei uralom alatt maradt biztonságosabb vidékekre menekült. A török uralom mintegy 150 évek tartott, 1671-ben már tartott Starigrad vidékének, benne Tribanjnak az újra betelepítése. Ezután a terület 1797-ig volt a Velencei Köztársaság része. Miután a francia seregek felszámolták a Velencei Köztársaságot és a campo formiói béke értelmében osztrák csapatok szállták meg. 1806-ban a pozsonyi béke alapján az Első Francia Császárság Illír Tartományának része lett. 1815-ben a bécsi kongresszus újra Ausztriának adta, amely a Dalmát Királyság részeként Zárából igazgatta 1918-ig. A településnek 1857-ben 621, 1910-ben 1257 lakosa volt. 1879-ben a neves horvát történész C. Bianchi Tribanj következő részeit sorolja fel: Ljubotić, Reljinovac, Lukovac, Bristovac, Kroće, Viniština, Javorje, Lisarica uz More és Trstenica. Az első világháború után előbb a Szerb-Horvát-Szlovén Királyság, majd Jugoszlávia része lett. A második világháború idején 1941-ben a szomszédos településekkel együtt Olaszország fennhatósága alá került. Az 1943. szeptemberi olasz kapituláció, majd német megszállás után visszatért Horvátországhoz, majd újra Jugoszlávia része lett. A településnek 2011-ben 267 lakosa volt, akik olajbogyó- és fügetermesztésből, valamint a turizmusból éltek.

## Lakosság
| Lakosság változása | Lakosság változása | Lakosság változása | Lakosság változása | Lakosság változása | Lakosság változása | Lakosság változása | Lakosság változása | Lakosság változása | Lakosság változása | Lakosság változása | Lakosság változása | Lakosság változása | Lakosság változása | Lakosság változása | Lakosság változása |
| ------------------ | ------------------ | ------------------ | ------------------ | ------------------ | ------------------ | ------------------ | ------------------ | ------------------ | ------------------ | ------------------ | ------------------ | ------------------ | ------------------ | ------------------ | ------------------ |
| 1857               | 1869               | 1880               | 1890               | 1900               | 1910               | 1921               | 1931               | 1948               | 1953               | 1961               | 1971               | 1981               | 1991               | 2001               | 2011               |
| 621                | 746                | 852                | 1.002              | 1.160              | 1.257              | 1.400              | 1.124              | 755                | 707                | 683                | 627                | 513                | 481                | 338                | 267                |

## Nevezetességei
- Páduai Szent Antal tiszteletére szentelt régi plébániatemploma a Ljubotić településrészen állt, de már 1820-ban rossz állapotban volt. Ezért elhatározták, hogy Kruščicán a tenger mellett újat építenek. Az új plébániatemplom 1868-ban épült fel és a régihez hasonlóan Szent Antalnak szentelték. 1987-ben teljesen megújították. A templom egyhajós épület sekrestyével. Főoltárán Szent Antal fából faragott szobra áll. Harangtornyában két harang található.[2]
- Mandalina nevű településrészén áll a Szent Mária Magdolna templom,[5] mely felirata szerint 1181-ben épült, 1865-ben megújították. Egyhajós épület, négyszögletes apszissal. Az apszis északkeletre, a bejárat délnyugatra néz. Régészeti kutatását és felújítását tervezik.[2]
- A régi Lisarica településrészen áll a Gyógyító boldogasszony kápolna, melyet 1880-ban a Zubčić testvérek építettek. 2001-ben megújították.
- A ljubotići Szent Antal kápolnát 1883-ban építették újjá és szentelték fel.
- A javorjei Keresztelő Szent János kápolna ma már teljesen romokban áll.
- Trstenica Szent Márton tiszteletére szentelt kápolnája.
- Starigrad-Paklenicától 6 km-re nyugatra, Tribanj Šibuljina faluban található a Sveta Trojica régészeti övezet. A Sveta Trojica lelőhely egy nagyobb régészeti lelőhelykomplexum, amely az északi részén emelkedő Gradina tetejétől a délen egészen a tengerig nyúlik. Nyugaton a Tribanjska draga és délkeleten pedig a Šilježetarica-öböl határolja. A régészeti leletek alapján az őskoron, az ókoron és a késő ókori korszakon keresztül, a középkoron és a modern korszakon át kimutatható az emberi település folytonossága.[6]